# Корнилије Крипецки
Корнилије Крипецки (рођ.  Лука Пољаков; 1841 - 28. децембар 1902 (10. јануар 1903)) - монах Руске православне цркве, оснивач Крипецког манастира, где је провео цео свој монашки живот.
Канонизован од Руске православне цркве,  Помиње се у Православној Цркви – 28. децембра (10. јанура).

## Биографија
Рођен 1841. године у селу Великоје Село, парохија Кривовитски, Вишњегалковска волост, осам километара од града Пскова.
У раној младости отишао је у Крипецки манастир и увек се придржавао послушања. Изненађивао је људе својом љубављу. Омиљене речи старешине биле су: „Ако желиш другог, себи ћеш га и добити!“ Велики број становништва тражио је од њега да предвиди будућност, што он никоме није одбио.

## Поштовање и канонизација
1917-1918, Серебрјаковици су напали Крипецки манастир, и опљачкали га. После овог догађаја игуман Натанаил је сазвао братију на сабор о даљем поступању. Сви су се сложили да испуне вољу Корнелија, који је одавно предвидео Серебрјаковце. На отвореном гробу служен је помен.
8. септембра 1998. године мошти блаженопочившег монаха Корнилија пренети су у нови ковчег. Од тог времена до данас, из десне руке старца, смештене у посебан реликвијар, непрестано се осећа суптилни миомирис, о чему сведоче многи ходочасници.
10. јануара 2000. године, по благослову Патријарха московског и све Русије Алексија II, архиепископа псковског и великолучког Јевсевија, у Крипетском манастиру, пред огромним мноштвом народа, служено је свечано богослужење са г. обред прослављања преподобног Корнилија Крипетског као локално поштованог светитеља.
3. фебруара 2016. године, одлуком Архијерејског Сабора Руске Православне Цркве, канонизован је за општецрквено поштовање заједно са осталим поштованим, али нису прослављени у целој цркви.